# 水戸北スマートインターチェンジ
水戸北スマートインターチェンジ（みときたスマートインターチェンジ）は、茨城県水戸市飯富町にある、常磐自動車道のスマートインターチェンジ（本線直結型）。ETC車については、当SICが東茨城郡城里町や栃木県芳賀郡茂木町の最寄りとなるインターチェンジ（現金車は1つ東京寄りの水戸ICが最寄り）。
本項では、高速バスストップの「水戸北スマートインター」バス停についても記載する。

## 概要
水戸市飯富町に位置する常磐自動車道上のスマートインターチェンジ (SIC) で、日本初の本線直結型スマートICとして、2006年（平成18年）9月25日から社会実験による供用を開始し、2009年（平成21年）春に設置の恒久化が決定、同年4月1日から本供用を開始した。
社会実験の開始当初、全国のスマートICで唯一、自動二輪車による利用が出来なかったが、供用開始後に自動二輪車通行の要望・問合せが多く寄せられたことから、2008年（平成20年）10月27日午前10時から自動二輪車の通行が開始された。
東京方面出入口のみのハーフインターチェンジとして開通したが、地元の要望などにより、フルIC化されることになり、いわき方面出入口は茨城国体前の2019年（令和元年）9月7日に供用開始された。

## 歴史
- 2006年（平成18年）9月25日 : 社会実験として東京方面出入口供用開始[3]。
- 2009年（平成21年）4月1日 : 恒久化により東京方面出入口本供用開始[1]。
- 2018年（平成30年）7月25日 : 東京方面入口を市道接続から県道63号水戸勝田那珂湊線接続に切り替え[4]。
- 2019年（令和元年）9月7日 : いわき方面出入口供用開始により、ハーフインターからフルインター化[2][5]。
- 2019年（令和元年）10月13日 : 令和元年東日本台風（台風19号）の豪雨により周囲の道路が水没。使用不能になる[6]。
- 2019年（令和元年）12月2日 : 15時をもって閉鎖を解除[7][8][9]。

## 接続する道路
上り出入口
- E6常磐自動車道(9-1番)
- 茨城県道63号水戸勝田那珂湊線
  - 2018年7月24日までは、水戸市道接続だったが、フルインター化工事のため、現在の場所に変更された。

下り出入口
- E6常磐自動車道(9-1番)
- 国道123号
- 茨城県道51号水戸茂木線

## 水戸北スマートインターバス停
本ICの入口には、高速バスの停留所とパークアンドライド有料駐車場（1回500円）が設置されており、東京駅日本橋口行きの高速バス「ひたち号」が発着する。
- ひたち号（JRバス関東・茨城交通）
  - 八潮PA（TX八潮駅）停車・東京駅日本橋口行（乗車のみ）/ 日立駅・神峰営業所行・国民宿舎鵜の岬行・高萩駅行（降車のみ）

東京駅 - 八潮PA（八潮駅）※上り東京駅行の降車扱いのみ - 水戸北スマートインター - 新田中内
東京駅 - 八潮PA（八潮駅）※上り東京駅行の降車扱いのみ - 水戸北スマートインター - 穂積家　※高萩駅発着便
- 東京ディズニーリゾート行き　（茨城交通）※日立発

なお、本停留所には一般路線バスは乗り入れておらず、一般路線バスでの最寄り停留所は茨城交通[40][41]石塚車庫行き、[45]御前山行きの「睦」バス停が最寄りとなる。

## 社会実験期間
- 2006年（平成18年）9月25日 - 2009年（平成21年）3月31日

## 隣
E6 常磐自動車道
(9)水戸IC - 田野PA - (9-1)水戸北SIC - (10)那珂IC